# Marty Friedman
Martin Adam Friedman (Washington D. C., Estados Unidos, 8 de diciembre de 1962) más conocido como Marty Friedman es un virtuoso guitarrista estadounidense, conocido por haber sido la guitarra líder en Megadeth durante casi toda la década de 1990. Friedman ahora reside en Japón donde es anfitrión de su propio programa de televisión, Rock Fujiyama y de Jukebox English en la televisión japonesa. En el año 2006 la revista estadounidense Guitar World clasificó su solo de guitarra en la canción "Tornado of Souls" de Megadeth en el puesto 26° de "Los 100 mejores solos de guitarra de todos los tiempos".

## Carrera
Friedman es un guitarrista empírico, conocido por su improvisación y por fusionar la música oriental con estilos musicales de occidente, tales como el metal neoclásico, thrash metal y más adelante el rock progresivo, J-pop, jazz, new age y similares. Yendo más allá de las escalas tradicionales, Friedman frecuentemente usa arpegios en las escalas con las que toca, utilizando una técnica poco convencional de tocar las cuerdas, favoreciendo los movimientos hacia arriba. También es conocido por su uso frecuente de vibratos melódicos y extensos.
Antes de unirse a Megadeth, formó y tocó en varias bandas, como Deuce, Hawaii, Vixen (no confundir con la banda femenina del mismo nombre), y Cacophony notablemente. Cacophony ofrecía elementos de metal neo-clásico, armonías sincronizadas de guitarras hermanas, y contrapuntos. Friedman grabó con Jason Becker dos álbumes en Cacophony, Go Off y Speed Metal Symphony.

## Megadeth
Después de que Cacophony se acabó en 1990, Marty Friedman audicionó para la banda thrash metal Megadeth aceptando el consejo de otro guitarrista, Jeff Loomis, y se unió a la banda en febrero de 1990. El primer álbum que grabó con ellos fue Rust in Peace, ahora considerado uno de los álbumes clásicos del thrash metal; Rust in Peace fue platino en los Estados Unidos. En un futuro trabajó su método de tocar solos en escalas exóticas como cuando estaba en Cacophony y lo integró a la música de Megadeth. En febrero de 1992, Megadeth lanzó el disco Countdown to Extinction, el cual fue un álbum mucho más comercial, y que apuntaba hacia una mayor audiencia, el cual sería doble platino. Friedman participó en los siguientes lanzamientos de Megadeth Youthanasia (1994), Hidden treasures (1995), Cryptic Writings (1997) y Risk (1999) . Después del lanzamiento de Risk en 1999, Friedman dejó la banda. Luego dijo que se cansó de tocar metal y que sentía que no se podía desarrollar como músico porque en la banda solo estaba dando el 2% de su capacidad; además afirmó que él quería tocar música de varios colores, no estar tocando siempre el gris del metal, según afirmó en el documental de la banda Megadeth: Behind The Music. Durante el tiempo que Friedman estuvo en la banda, se vendieron más de diez millones de álbumes en el mundo entero, y la formación de Megadeth, de 1990 a 1998, en donde está incluido Friedman, es mundialmente reconocida por los fanáticos como la mejor alineación de la banda.

## Vida en Japón

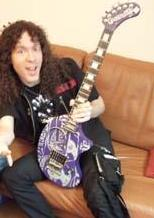
Marty Friedman

Marty Friedman es de ascendencia judía. Actualmente vive en Shinjuku, Tokio, Japón, viaja alrededor del mundo dando seminarios, presentaciones y clases maestras en docenas de países de Asia, Europa, América del Norte y América del Sur. Se ha convertido en una gran fuerza en la escena musical japonesa, tocando como principal guitarrista en las bandas de algunos de los artistas más grandes del país. También aparece en la televisión japonesa y como columnista en una de las más grandes revistas de música del país y en un periódico nacional de carácter diario.
Friedman habla japonés de una forma fluida. El guitarrista se volvió un miembro regular del reparto del programa musical de TXN, hebimeta-san (ヘビメタさん) (“Heavy-Metal San”), con el ídolo japonés Yoko Kumada antes de que el show fuera cancelado en el 2005. Friedman tiene su propio programa de televisión, Rock Fujiyama, junto con Shelly, Kenny Guy, Rock Ninja Yorimasa y el exmiembro de Scanch, Rolly Teranishi.
Durante noviembre y diciembre del 2005 salió de gira con la cantante japonesa Ami Suzuki dentro de su gira “Susuki Ami alrededor del mundo”, que tuvo lugar en ciudades como Tokio, Osaka y Nagoya.
Marty ha tocado guitarra junto a músicos japoneses como Nanase Aikawa, Miyavi y Kirito, el exmiembro de Pierrot.
Más recientemente, Friedman ha aparecido en el programa de televisión Jukebox, donde él y otros dos japoneses traducen las letras de varias canciones en inglés en un japonés sencillo.

## Actividad reciente
Friedman apareció en la canción Born Of Anger del álbum All That Remains de Fozzy. Marty es un gran fanático de The Ramones, Kiss (los primeros años) y Frank Marino. También apareció en Where Moth and Rust Destroy, el último álbum de la banda de thrash metal cristiano Tourniquet.
Actualmente usa una MF-1 (con pastillas EMG MF y controles iguales a una Les Paul común) de Jackson, modelo signature, la cual es un modelo diseñado para él; también usa amplificadores ENGL.
En el 2004 Friedman se unió al músico de trance psicodélico Takeomi Matsuura (conocido por su alias Zeta) como guitarrista. Su álbum debut fue lanzado el 4 de enero de 2007, también titulado Zeta, e incluye canciones remezcladas de músicos de trance psicodélicos como Astrix y Rinkadink.
Loudspeaker fue lanzado en Japón en el 26 de junio de 2006, entrando a la tabla nacional japonesa en el #33. Esto marca la primera aparición en el Top 40 de cualquiera de sus álbumes como solista.
Contribuyó en el 2009 en el videojuego Sonic and the Black Knight, tocando la guitarra para el tema del enemigo final, “With Me”, junto a las vocalistas de All Ends, Emma Gelotte & Tinna Karlsdotter.
En 2012 colabora con la banda Skyharbor con dos solos en las canciones Celestial y Catharsis.
El 4 de enero de 2014 interpretó el tema de entrada del luchador Hiroshi Tanahashi High Energy en el evento Wrestle Kingdom 8 en el Tokyo Dome.
En 2018, es el guitarrista principal de la canción final del anime "B: The Beginning", "The Perfect World", junto a Jean-Ken Johnny ("Man With A Mission") y KenKen. Junto con el anime, estrenó un álbum con el mismo nombre en el que colaboró con Koie de Crossfaith en "The Blackened Light", AiNA THE END y Cent Chihiro Chittii del grupo idol BiSH (Brand-new idol SHiT) en la canción "Wasted Tears", con Jon Underwood en "Hero In The Night" y en "Catch Me In The Mayhem" y con Takuro Sugawara en "RESCUE".

## Discografía

### Con Hawaii
- Made In Hawaii (EP) (como Vixen) (1983)
- One Nation Underground (1983)
- Loud, Wild And Heavy (EP) (1984)
- The Natives Are Restless (1985)

### Con Cacophony
- Speed Metal Symphony (1987)
- Go Off! (1988)

### Con Deuce
- Deuce (1997)

### Con Megadeth
- Rust in Peace (1990)
- Countdown To Extinction (1992)
- Youthanasia (1994)
- Hidden Treasures (EP) (1995)
- Cryptic Writings (1997)
- Cryptic Sounds - No Voices in Your Head (EP) (1998)
- Risk (1999)

### Con Sound Horizon
- Ido he Itaru Mori he Itaru Ido (2010)

### Como solista
- Dragon's Kiss (1988)
- Scenes (1992)
- Introduction (1995)
- True Obsessions (1996)
- Music For Speeding (2003)
- Loudspeaker (2006)
- Future Addict (2008)
- Tokyo Jukebox (2009)
- Bad D.N.A. (2010)
- Tokyo Jukebox 2 (2011)
- Inferno (2014)
- Wall of Sound (2017)
- Tokyo Jukebox 3 (2021)
- Drama (2024)

### Participaciones
- Perpetual Burn (Jason Becker) (1988)
- Berry Berry Singles (en los 3 bonus tracks) (Nana Kitade) (2007)
- Celestial y Catharsis (Skyharbor) (2012)
- In the Name of The Father (Enzo and the Glory Ensemble) (2015)
- Nippon Manju (Ladybaby) (2015)
- Triumphant Hearts (Jason Becker) (2018)
- Transitus (Ayreon) (2020)[5]
- Paradoja (Daniel Devita) (2023)